# تصفيات كأس الأمم الإفريقية 2025
تصفيات كأس الأمم الإفريقية 2025 (بالإنجليزية: Africa Cup of Nations 2025 Qualifiers)‏ (بالفرنسية: Éliminatoires de la Coupe d’Afrique des Nations 2025)‏ المباريات التي تم تنظيمها من قبل الاتحاد الإفريقي لكرة القدم (كاف) لتحديد الفرق المشاركة في بطولة كأس الأمم الإفريقية 2025 في المغرب، النسخة الخامسة والثلاثين من بطولة كرة القدم للمنتخبات الوطنية لفئة الرجال في إفريقيا. بدأت التصفيات بالدور التمهيدي الذي جرى من 20 إلى 26 مارس 2024، واختتمت بمرحلة المجموعات التي لُعبت في سبتمبر وأكتوبر ونوفمبر من العام نفسه. وتأهل ما مجموعه 24 فريقًا للمشاركة في البطولة النهائية، بما في ذلك المغرب المضيف الذي تأهل تلقائيًا.

## المشاركون
شاركت جميع الاتحادات الأعضاء في الاتحاد الإفريقي لكرة القدم في المنافسة، باستثناء إريتريا وسيشل اللتان تم استبعادهما من التصفيات. تم تحديد التصنيف بناءً على تصنيف الاتحاد الدولي لكرة القدم الصادر في 15 فبراير 2024، حيث حصلت الفرق المصنفة من المركز الأول إلى المركز 44 على إعفاء مباشر إلى مرحلة مجموعات التصفيات، بينما اضطرت الفرق المصنفة من المركز 45 إلى المركز 52 إلى المشاركة في الدور التمهيدي.
أُجريت قرعة الدور التمهيدي في 20 فبراير 2024، الساعة 14:00 بتوقيت وسط إفريقيا (ت ع م+2) بمقر الاتحاد الأفريقي لكرة القدم في القاهرة، مصر.
| إعفاء إلى مرحلة المجموعات | المشاركة في الدور التمهيدي |
| --- | --- |
| 1. المغرب (12؛ المضيف) 2. السنغال (17) 3. نيجيريا (28) 4. مصر (36) 5. ساحل العاج (39) 6. تونس (41) 7. الجزائر (43) 8. مالي (47) 9. الكاميرون (51) 10. جنوب إفريقيا (58) 11. بوركينا فاسو (61) 12. جمهورية الكونغو الديمقراطية (63) 13. الرأس الأخضر (65) 14. غانا (67) 15. غينيا (76) 16. غينيا الاستوائية (79) 17. الغابون (84) 18. زامبيا (87) 19. أوغندا (92) 20. أنغولا (93) 21. بنين (98) 22. موريتانيا (106) 23. ناميبيا (107) 24. مدغشقر (109) 25. موزمبيق (110) 26. كينيا (111) 27. الكونغو (112) 28. توغو (116) 29. غينيا بيساو (118) 30. تنزانيا (119) 31. ليبيا (120) 32. جزر القمر (121) 33. مالاوي (122) 34. زيمبابوي (124) 35. سيراليون (126) 36. السودان (127) 37. النيجر (128) 38. جمهورية إفريقيا الوسطى (129) 39. غامبيا (130) 40. رواندا (133) 41. بوروندي (140) 42. إثيوبيا (145) 43. بوتسوانا (146) 44. ليسوتو (148) | 1. إسواتيني (149) 2. ليبيريا (152) 3. جنوب السودان (166) 4. موريشيوس (177) 5. تشاد (181) 6. ساو تومي وبرينسيب (191) 7. جيبوتي (192) 8. الصومال (198) |

## الجدول الزمني
كان جدول البطولة المؤهلة كما يلي:
| الدور          | الجولات        | التواريخ          | المباريات                                  |
| -------------- | -------------- | ----------------- | ------------------------------------------ |
| الدور التمهيدي | الذهاب         | 20–22 مارس 2024   | الفريق 1 ضد الفريق 2                       |
| الدور التمهيدي | الإياب         | 26 مارس 2024      | الفريق 1 ضد الفريق 2                       |
| دور المجموعات  | الجولة الأولى  | 2–10 سبتمبر 2024  | الفريق 1 ضد الفريق 2، الفريق 3 ضد الفريق 4 |
| دور المجموعات  | الجولة الثانية | 2–10 سبتمبر 2024  | الفريق 1 ضد الفريق 2، الفريق 3 ضد الفريق 4 |
| دور المجموعات  | الجولة الثالثة | 7–15 أكتوبر 2024  | الفريق 1 ضد الفريق 2، الفريق 3 ضد الفريق 4 |
| دور المجموعات  | الجولة الرابعة | 7–15 أكتوبر 2024  | الفريق 1 ضد الفريق 2، الفريق 3 ضد الفريق 4 |
| دور المجموعات  | الجولة الخامسة | 11–19 نوفمبر 2024 | الفريق 1 ضد الفريق 2، الفريق 3 ضد الفريق 4 |
| دور المجموعات  | الجولة السادسة | 11–19 نوفمبر 2024 | الفريق 1 ضد الفريق 2، الفريق 3 ضد الفريق 4 |

## الدور التمهيدي
عقدت قرعة الدور التمهيدي في 20 فبراير 2024، 14:00 توقيت وسط إفريقيا (ت ع م+2)، في القاهرة، مصر.
| الفريق الأول      | إجم.        | الفريق الثاني | مباراة الذهاب | مباراة الإياب |
| ----------------- | ----------- | ------------- | ------------- | ------------- |
| الصومال           | 2–5         | إسواتيني      | 0–3           | 2–2           |
| ساو تومي وبرينسيب | 1–1 (أ.خ.د) | جنوب السودان  | 1–1           | 0–0           |
| تشاد              | 3–1         | موريشيوس      | 1–0           | 2–1           |
| جيبوتي            | 1–2         | ليبيريا       | 1–2           | 0–0           |

## مرحلة المجموعات

### القرعة
أُجريت قرعة مرحلة المجموعات في 4 يوليو 2024 في تمام الساعة 2:30 مساءً (ت ع م+2) في جوهانسبرغ، جنوب إفريقيا. وتم تقسيم الفرق الـ48 المشاركة إلى اثنتي عشرة مجموعة، تضم كل مجموعة أربعة فرق. واشتملت على الفرق الـ44 التي دخلت مباشرة، بالإضافة إلى الفائزين الأربعة من الدور التمهيدي. وتم توزيع الفرق على أربعة أوعية، تضم كل منها 12 فريقًا، بناءً على تصنيف فيفا العالمي لشهر يونيو 2024 (الموضح بين قوسين).
الفرق المكتوبة بالخط البارز تأهلت إلى البطولة النهائية.
| وعاء 1 | وعاء 2 | وعاء 3 | وعاء 4 |
| --- | --- | --- | --- |
| المغرب (12؛ المضيف) · السنغال (18) · مصر (36) · ساحل العاج (37) · نيجيريا (38) · تونس (41) · الجزائر (44) · الكاميرون (49) · مالي (50) · جنوب إفريقيا (59) · جمهورية الكونغو الديمقراطية (61) · غانا (64) | الرأس الأخضر (65) · بوركينا فاسو (67) · غينيا (77) · الغابون (83) · غينيا الاستوائية (89) · زامبيا (90) · بنين (91) · أنغولا (92) · أوغندا (94) · ناميبيا (97) · موزمبيق (103) · مدغشقر (104) | كينيا (108) · موريتانيا (112) · الكونغو (113) · تنزانيا (114) · غينيا بيساو (115) · ليبيا (118) · جزر القمر (119) · توغو (120) · السودان (121) · سيراليون (122) · مالاوي (125) · جمهورية إفريقيا الوسطى (127) | النيجر (128) · زيمبابوي (129) · رواندا (131) · غامبيا (132) · بوروندي (140) · ليبيريا (142) · إثيوبيا (143) · بوتسوانا (145) · ليسوتو (149) · إسواتيني (154) · جنوب السودان (167) · تشاد (178) |

### معايير كسر التعادل
يتم ترتيب الفرق وفقًا للنقاط (3 نقاط للفوز، 1 نقطة للتعادل، 0 نقطة للخسارة). في حال التعادل في النقاط، يتم تطبيق معايير كسر التعادل بالترتيب التالي (المادة 14 من اللوائح):
1. النقاط في المباريات المباشرة بين الفرق المتساوية في النقاط؛
2. فارق الأهداف في المباريات المباشرة بين الفرق المتساوية في النقاط؛
3. الأهداف المسجلة في المباريات المباشرة بين الفرق المتساوية في النقاط؛
4. الأهداف المسجلة خارج الأرض في المباريات المباشرة بين الفرق المتساوية في النقاط؛
5. إذا كان هناك أكثر من فريقين متساويين في النقاط، وبعد تطبيق جميع المعايير المذكورة أعلاه، تتم إعادة تطبيق جميع معايير المباريات المباشرة على هذا العدد الفرعي من الفرق المتساوية؛
6. فارق الأهداف في جميع مباريات المجموعة؛
7. الأهداف المسجلة في جميع مباريات المجموعة؛
8. الأهداف المسجلة خارج الأرض في جميع مباريات المجموعة؛
9. سحب القرعة.

## الهدافون
عدد الأهداف المُسجلة  331 هدفًا  في 151 مباراة، بمتوسط 2.19 هدفًا في المباراة الواحدة.
7 أهداف
- إبراهيم دياز

6 أهداف
- سيرهو جيراسي

4 أهداف
- أمين غويري
- محمود تريزيجيه
- كينيدي موسوندا

3 أهداف
- فينسنت أبو بكر
- ريان مينديش
- عمر دياكيتي
- جان فيليب كراسو
- كاموري دومبيا
- نيني دورجيليس
- يوسف النصيري
- سفيان رحيمي
- ستانلي راتيفو
- إنوسنت نشوتي
- حبيب ديارا
- ساديو ماني
- تيبوهو موكوينا

هدفان
- محمد الأمين عمورة
- حسام عوار
- سعيد بن رحمة
- بغداد بونجاح
- مابولولو
- فيليسيو ميلسون
- زيني
- أندرياس هونتونجي
- ستيف موني
- دانغو واتارا
- لاسينا تراوري
- لويس مافوتا
- محمد ثيام
- يوسف مشنغاما
- رفيقي سعيد
- كريستوفر إيباي
- ميسشاك إيليا
- إبراهيم عادل
- محمد صلاح
- لويس نلافو
- سابيلو ندزينيسا
- بيير إيميريك أوباميانغ
- شافي بابيكا
- موسى بارو
- فرانك كيسي
- وليم غيبسون
- محمد سانغاري
- إيف بيسوما
- البلال توريه
- إلياس بن صغير
- عبد الصمد الزلزولي
- عز الدين أوناحي
- إسماعيل صيباري
- حكيم زياش
- جيني كاتامو
- حسين باداماسي
- عمر ساكو
- دانيال سوساه
- أديمولا لوكمان
- فيكتور أوسيمين
- محمد عوض
- أوسوين أبوليس
- لايلي فوستر
- باتريك ماسوانجانيا
- ثالينتي مباتا
- إكرام راينرز
- داتا إيلي
- إيبون إزيبون
- سيمون مسوفا
- فيصل سلوم
- ياو أنور
- كيفين دينكي
- علي العابدي
- دينيس أوميدي
- والتر موسونا

هدف
- رامي بن سبعيني
- رياض محرز
- عيسى ماندي
- آدم زرقان
- راندي نتيكا
- حسان إيموراني
- جونيور أوليتان
- محمد تيجاني
- جيلبرت باروتي
- أوماتلا كباتو
- توميسانج أوربوني
- ثابانغ سيسيني
- حسان باندي
- ساشا بانسي
- أوسيني بودا
- إيسوفو دايو
- محمد كوناتي
- بيرتراند تراوري
- موكونو إلدينو
- جان كلود جيروموجيشا
- بيانفوني كاناكيمانا
- كريستيان باسوغوغ
- بوريس إينو
- مارتين هونجلا
- بريان مبيومو
- جورج-كيفين نكودو
- جودوين كوياليبو
- عثمان حسين
- أمين هيفر
- مونس باسوامينا
- شاندريل ماسانجا
- ياسين بورحان
- ميزياني ماوليدا
- فايز سليماني
- ديلان باتوبينسيكا
- ثيو بونغوندا
- إيدو كايمبي
- فيستون كالالا مايلي
- مصطفى فتحي
- عمر مرموش
- طاهر محمد طاهر
- رامي ربيعة
- كينان ماركنيه
- محمد نور نصير
- جانيك بويلا
- دوريان جونيور
- إيفان سلفادور
- جاستيس فيغويريدو
- بونغوا ماتسيبولا
- ثوبيلهلي مافوسو
- ليندو مخونتا
- كواكيه ثوالا
- دينيس بوانغا
- رودي إيفاغي
- غويلور كانغا
- عبدولي سيسي
- ألاسانا جاتا
- يانكوبا مينته
- علي سوي
- جيري أفريي
- جوردان آيو
- آليدو سيدو
- ماما بالدي
- بيتو
- بورا
- كارلوس ماني
- محمد بايو
- سيدوبا سيسي
- عبد الله توريه
- سيمون ادينجرا
- إيمانويل أغبادو
- فاكون بايو
- نيكولاس بيبي
- دوك أبويا
- جون أفيري
- جونا أيوغا
- مايكل أولونغا
- نيو موخاتشاني
- سيرا موتيبانغ
- أوسكار دورلي
- سامبسون دوي
- فيصل البدري
- صبيح الذوي
- فهد سعد محمد
- إبراهيم أمادا
- كارولوس أندرياماتسينورو
- كليمنت كوتورير
- لويد آرون
- تشاوانانغوا كاونغا
- ريتشارد مبولو
- غابادينهو مهانغو
- لانجيسي نخوما
- زيليات نخوما
- سيدي بونا عمار
- أبو بكاري كويتا
- محمد سويعد
- جيريمي فيلنوف
- أيوب الكعبي
- أشرف حكيمي
- جمال حركاس
- دومينغيش
- إلياس
- غويما
- برونو لانغا
- غودوين إيسيب
- ديون هوتو كافينجي
- يوسف عومارو
- صامويل تشوكويزي
- فيسايو ديلي باشيرو
- جهاد بيزيما
- أنجي موتسينزي
- لويس ليال
- بولايي ديا
- باب غايي
- نيكولاس جاكسون
- إسماعيلا سار
- أمادو باكايوكو
- أبو دومبويا
- أغسطس كارغبو
- الحسن كورما
- هيندولو مصطفى
- باتوسي أوباوس
- إلياس موكوانا
- ثابيلو مورينا
- يوهانا جومة
- تيتو أوكيلو
- فالنتينو يويل
- محمد عبد الرحمن يوسف
- أحمد الطاش
- أبو بكر عيسى
- مصطفى كرشوم
- مدثر يحيى
- روجيه أهولو
- تيبو كليديجي
- كودجو لابا
- محمد علي بن رمضان
- سيف الله لطيف
- ياسين مرياح
- حمزة رفيعة
- فرجاني ساسي
- عزيز كايوندو
- روجرز ماتيو
- بيفيس موغابي
- ترافيس موتيابا
- جود سيموجابي
- ايمانويل باندا
- كلفن كامبامبا
- كينغز كانغوا
- خاما بيليات
- برنس دوبي
- تيرينس دزفوكامانجا
- تاواندا ماسوانهيزي

هدف ذاتي
- تشيمويموي إدانا (ضد بوروندي)
- ألفريد لوكو (ضد أوغندا)
- كليمنت مزير (ضد الكونغو الديمقراطية)
- أمان الله مميش (ضد مدغشقر)

## الفرق المتأهلة

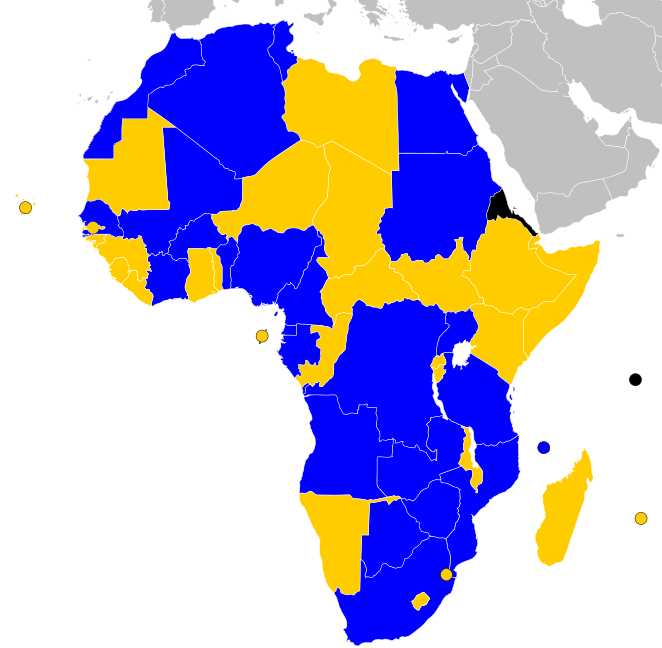
فريق تأهل
فريق فشل في التأهل
فريق محظور أو لم يدخل
ليس عضوًا في الكاف

تأهلت الفرق التالية إلى النهائيات:
| الفريق                      | تأهل بصفته                      | تاريخ التأهل   | المشاركات السابقة |
| --------------------------- | ------------------------------- | -------------- | ----------------- |
| المغرب                      | المضيف / متصدر المجموعة الثانية | 27 سبتمبر 2023 | 19                |
| بوركينا فاسو                | وصيف المجموعة الثانية عشر       | 13 أكتوبر 2024 | 13                |
| الكاميرون                   | متصدر المجموعة العاشرة          | 14 أكتوبر 2024 | 21                |
| الجزائر                     | متصدر المجموعة الخامسة          | 14 أكتوبر 2024 | 20                |
| جمهورية الكونغو الديمقراطية | متصدر المجموعة الثامنة          | 15 أكتوبر 2024 | 20                |
| السنغال                     | متصدر المجموعة الثانية عشر      | 15 أكتوبر 2024 | 17                |
| مصر                         | متصدر المجموعة الثالثة          | 15 أكتوبر 2024 | 26                |
| أنغولا                      | متصدر المجموعة السادسة          | 15 أكتوبر 2024 | 9                 |
| غينيا الاستوائية            | وصيف المجموعة الخامسة           | 13 نوفمبر 2024 | 4                 |
| ساحل العاج                  | وصيف المجموعة السابعة           | 13 نوفمبر 2024 | 25                |
| الغابون                     | وصيف المجموعة الثانية           | 14 نوفمبر 2024 | 8                 |
| أوغندا                      | وصيف المجموعة الحادية عشر       | 14 نوفمبر 2024 | 7                 |
| جنوب إفريقيا                | متصدر المجموعة الحادية عشر      | 14 نوفمبر 2024 | 11                |
| تونس                        | وصيف المجموعة الأولى            | 14 نوفمبر 2024 | 21                |
| نيجيريا                     | متصدر المجموعة الثالثة          | 14 نوفمبر 2024 | 20                |
| مالي                        | متصدر المجموعة التاسعة          | 15 نوفمبر 2024 | 13                |
| زامبيا                      | متصدر المجموعة السابعة          | 15 نوفمبر 2024 | 18                |
| زيمبابوي                    | وصيف المجموعة العاشرة           | 15 نوفمبر 2024 | 5                 |
| جزر القمر                   | متصدر المجموعة الأولى           | 15 نوفمبر 2024 | 1                 |
| السودان                     | وصيف المجموعة السادسة           | 18 نوفمبر 2024 | 9                 |
| بنين                        | وصيف المجموعة الرابعة           | 18 نوفمبر 2024 | 4                 |
| تنزانيا                     | وصيف المجموعة الثامنة           | 19 نوفمبر 2024 | 3                 |
| بوتسوانا                    | وصيف المجموعة الثالثة           | 19 نوفمبر 2024 | 1                 |
| موزمبيق                     | وصيف المجموعة التاسعة           | 19 نوفمبر 2024 | 5                 |

## وصلات خارجية
- الموقع الرسمي للاتحاد الإفريقي لكرة القدم